# Jota Mayúscula
Jesús Bibang González (Madrid, 26 de octubre de 1971-Ibidem, 11 de septiembre de 2020), más conocido por su nombre artístico Jota Mayúscula, fue un DJ y productor español de hip hop. De 1998 a 2020 dirigió el programa El Rimadero de Radio 3, dedicado al hip hop.

## Biografía
DJ y productor nacido en Madrid, de padre ecuatoguineano y madre asturiana, Jota Mayúscula ganó en 1993 la categoría nacional del concurso de DJs «DMC Madrid 93» en modalidad individual. Ya en su doble faceta en los platos y en la producción, su trabajo se inició dentro del colectivo que supuso el primer paso serio de este estilo en España, El club de los poetas violentos (posteriormente CPV), junto a El Meswy, Kamikaze, Mr. Rango, Paco King, Supernafamacho y, en los primeros tiempos, Frank T. Con ellos y desde 1994 colaboró en los trabajos Madrid Zona Bruta (disco que acabó dando nombre a una discográfica especializada en hip hop), Y ahora ke, eh?, La saga continúa, De cacería, Guannais / A muerte y Grandes planes.
Al finalizar esta primera etapa con el cese de actividad del grupo y la continuación de la carrera musical de sus componentes en solitario, Jota inició junto con Frank T, en el año 1998, el programa musical de hip hop por excelencia en España, El Rimadero, que se emite los sábados, 00:00 a 02:00 h en Radio 3. A través de su faceta de locutor toma desde entonces el pulso al panorama del hip hop en español, habiendo asistido en primera fila y siendo directo protagonista de la ascensión de este estilo en España, como muestra el hecho de que en 2004 se dieran cita más de tres mil personas en la madrileña Plaza del Callao para asistir al concierto organizado por el programa radiofónico.
Durante todo este tiempo Jota no había dejado de participar de modo muy activo en la producción de algunos de varios álbumes del panorama del rap, ya sea en solitario o, formando equipo con Supernafamacho en los Estudios + Graves Superproducciones. Destacan sus trabajos con Violadores del Verso en Genios (1999), con SFDK en Siempre fuertes (1999) y con Mala Rodríguez en Yo marco el minuto (1999), Lujo Ibérico (2000) y Alevosía (2003). Los discos de la rapera jerezana han obtenido una repercusión comercial muy destacable, llevando a Jota Mayúscula a actuar como DJ en directo en sus giras.
Jota Mayúscula paseó sus platos por muchos lugares antes impensables para un DJ: DJ de la Gira española '97 de Rita Marley, responsable artístico de los recopilatorios UniverSOnoro vol. 1 (BOA, 1995) y Hip-hop básico 99 (Virgin, 1999) participación en festivales internacionales como el Logic Hip Hop Bruselas 96, Marsella 97, Berna 97, Festival Hip Hop Santiago de Chile 2000, Festival Europe Hip Hop Ámsterdam 2001, etc.
Como artista en solitario dio a luz a dos discos, trabajos "de productor" poco habituales aún en el hip hop en español. El primero de ellos comenzó a gestarse justo tras la separación de El Club de los Poetas Violentos. En Hombre negro soltero busca, Jota aportó su personalidad a los 19 temas del disco, involucrándose en la dirección artística de cada uno y catalizando el genio de muchas de las figuras del hip hop español. La lista fue casi interminable: 7 Notas 7 Colores, CPV, Ari, Kultama, Roldán de Orishas, Unho, Baron Ya Búk-lú, etc.
En 2004 edita Una vida Xtra, con la colaboración de varios artistas del panorama nacional, como Kase-O y el resto de MCs de Violadores del Verso, Hablando en Plata, Morodo, Ari, Langui, de La Excepción, Kultama, El Meswy o Supernafamacho entre otros muchos. Es destacable la gran cantidad de colaboraciones con las que cuenta este disco, en algunos casos con 8 artistas en un mismo tema. Pese a las expectativas levantadas, el disco suscitó cierta controversia, quizá por la falta de equilibrio entre algunos de los temas y la extrañeza de muchos b-boys al oír a sus MCs preferidos sonar de una manera diferente a lo habitual en cada uno de ellos. Es un trabajo que en muchos momentos sobrepasa las barreras del rap y experimanta con sonidos reggae.
En el año 2006 publicó Camaleón, un nuevo disco de productor, con menos colaboraciones que su anterior álbum, pero más elaboradas y personales. Destacan los temas con Tremendo (MC), Supernafamacho, Lady Yako, Kase-O, Meko, Morodo y la artista sudafricana Jean Grae. La elaboración de este disco fue más sosegada, trabajando conjuntamente con el artista para conseguir canciones más conjuntadas. El disco consigue una línea más continuada, experimentando nuevos sonidos sin dejar de sonar con el estilo peculiar de Jota Mayúscula.
En el 2007 asistió como jurado a la Final Española de la Red Bull Batalla de los Gallos.
Falleció la noche del 11 de septiembre de 2020, víctima de un infarto.

## Discografía

### En solitario
- Hombre negro soltero busca (LP) (Zona Bruta, 2000)
- Una vida xtra (LP) (Zona Bruta, 2004)
- Camaleón (LP) (Zona Bruta, 2006)
- Sonido campeón (Más Graves) (LP) (Zona Bruta, 2008)

### Con El club de los poetas violentos (CPV)
- Madrid, zona bruta (LP) (Yo gano, 1994)
- Y ahora ke, eh? (Maxi) (Zona bruta, 1996)
- La saga continua 24/7 (LP) (Zona Bruta, 1997)
- 9:30 Remix (Maxi) (Zona Bruta, 1998)
- Guannais / A muerte (Maxi) (Zona Bruta, 1998)
- Grandes planes (LP) (Zona Bruta, 1998)
- Madrid, zona bruta (edición especial / reedición) (BoaCor, 2006)
- Siempre (LP) (BoaCor, 2012)

### Colaboraciones
- 7 Notas 7 Colores — Hecho, es simple (1997)
- El Meswy — Tesis Doctoral (1997)
- Frank T — Los pájaros no pueden vivir en el agua porque no son peces (1998)
- Frank T — La Gran Obra Maestra (1998)
- VKR — Hasta la viktoria (1998)
- Mr.Rango — El hombre de los seis millones de dolores (1998)
- 7 notas 7 colores — 77 (1999)
- Ygryega — Yakussi (1999)
- Violadores del Verso — Genios (1999)
- El imperio — Monopolio (1999)
- Mala Rodríguez — Yo marco el minuto / Tambalea (1999)
- SFDK — Siempre Fuertes (1999)
- Kultama — Al ritmo de la noche (2000)
- Mala Rodríguez — Lujo ibérico (2000)
- El Meswy — Nadie (2000)
- Mala Rodríguez — Lujo Ibérico (2000)
- Ari — La Fecha (2001)
- Shuga Wuga — Malizzia (2001)
- Los Cuñaos del Fonk — Los Cuñaos remezclaos (2001)
- Los Cuñaos del Fonk — Sifón y jerna (2001)
- Poison — Ak-rap-erro (2001)
- Hablando en plata — A sangre fría (2001)
- Violadores del Verso — Vicios y Virtudes (2001)
- Presuntos implicados — Gente (remixes) (2001)
- Guateque All Stars — Guateque All Stars (2002)
- Mr.Rango — 'Baby tu...' Night fever (2002)
- Dnoe — Que piensan las mujeres 1: Persona (2003)
- Mala Rodríguez — Alevosía (2003)
- Elphomega — Homogeddon (2005)
- Aqeel — "Beats & Voices" (2005)
- Morodo — Babilonia escucha
- Hablando en plata — La división de la victoria (2006)
- Kultama — Nacional E Importación (2006)
- Violadores del Verso — Vivir para contarlo (2006)
- Tres Coronas — Súbale (2007)
- Primer Dan — Mal clima (2007)
- Lápiz Consciente — Qué se sienta (2011)
- Mala Rodríguez — 33 (2013)
- Dave Bee — El Arquitexto (2013)

### Videojuegos
- En el videojuego Marc Eckō's Getting Up: Contents Under Pressure, dobló la voz al protagonista Trane.